# Al-Basit

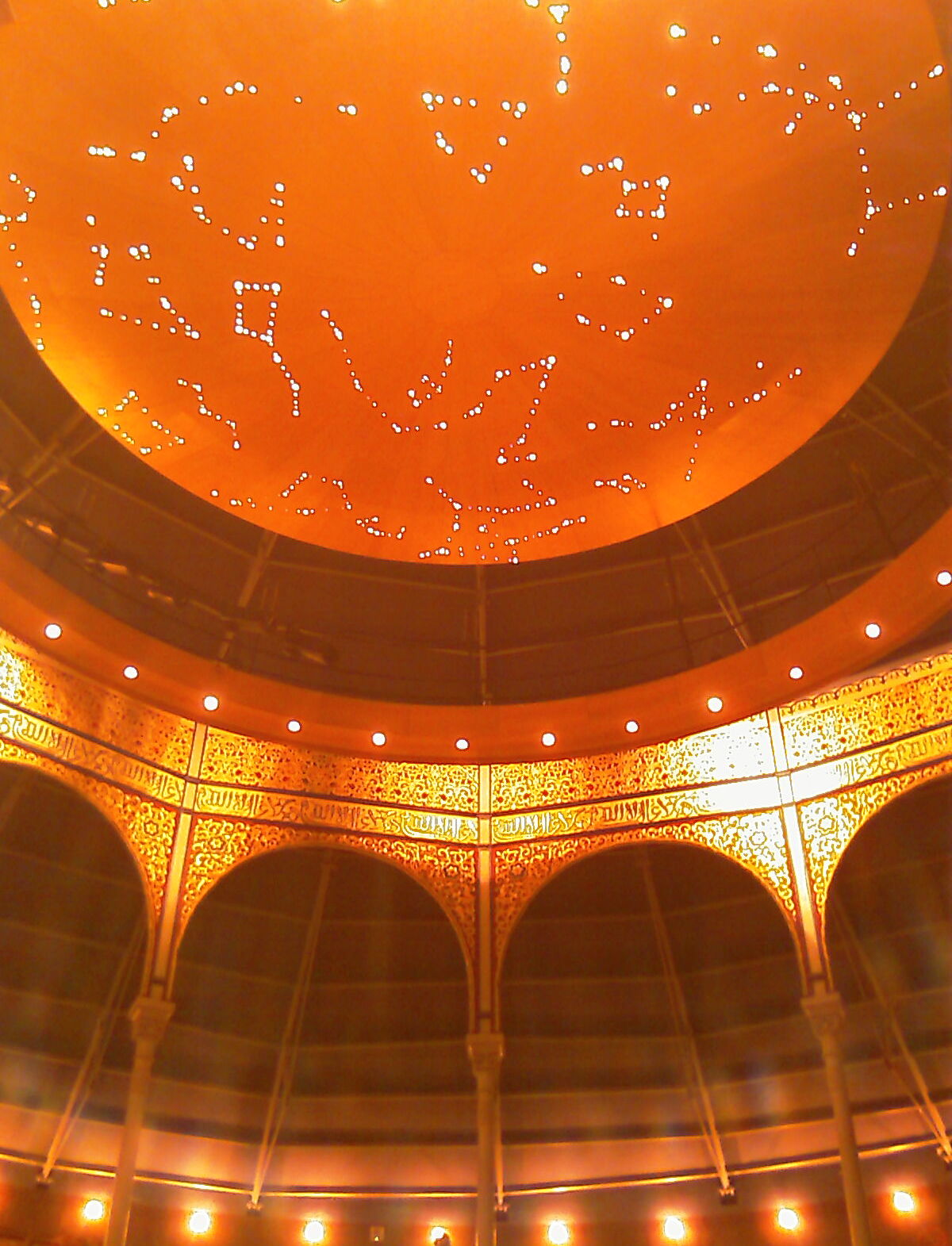
El Teatro Circo de Albacete, monumento declarado Bien de Interés Cultural, constituye uno de los ejemplos de la influencia de su origen árabe en la ciudad actual. Su estilo neo-árabe reza incluso en árabe la frase Alá es grande porque es amor en sus arquerías.

Al-Basit es el nombre original con el que fue fundada por los árabes en tiempos de al-Ándalus la ciudad española de Albacete.  El topónimo de Albacete deriva del dominio andalusí de la zona, habiendo sido llamada la ciudad originalmente como البسيط (al-basīṭ) en árabe, que se traduce como "la llanura" o "el llano" en alusión a la planicie que caracteriza la geografía del lugar.

## Historia
El término Al-Basit ya se encuentra recogido en las fuentes árabes desde el siglo X. Sin embargo, algunos historiadores creen que la expresión se refería a una zona más amplia, habiendo sido llamada la ciudad realmente Madinat-al-Basit (Ciudad del Llano) o Hisn al-Basit (Castillo del Llano), ya que Albacete surgió en las tres únicas elevaciones de la zona, donde se construyeron tres castillos o fortalezas, una de las cuales, modificada, permanece en la actualidad: la Catedral de San Juan de Albacete.
Sin embargo, Albacete ha tenido otros nombres anteriores a lo largo de la historia. A comienzos del siglo VIII, con la conquista musulmana, se llamaba Abula. En la época de los cilicios se llamó Celtide. También se ha recogido el término Albacen para referirse a la ciudad por parte de los árabes de Mauritania. 
Tal y como aparece recogido en el libro dedicado a Iberia del geógrafo griego del siglo I Estrabón Albacete era conocida como Alaba en la época de los celtíberos.
Posteriormente Alaba se convertiría en Alba en la época romana, por lo que el término actual Alba es más antiguo que Al-Basit, lo que, junto con los hallazgos arqueológicos íberos, romanos y prerromanos recogidos en la zona, demuestra que la ciudad árabe Al-Basit fue realmente refundada en la época musulmana sobre poblados muy anteriores.

## Gramática
El término árabe Al-Basit procede del artículo determinado Al, forma única que en árabe significa el, la, los, las, y del apelativo Basit, que significa Llano. Por tanto, el término Al-Basit traducido significa El Llano. También se utiliza el término normalizado Albasit.

## El topónimo en la actualidad
Llevan el antiguo nombre de la capital numerosos lugares, infraestructuras, publicaciones o clubes deportivos de la urbe manchega, entre los que se encuentran el Instituto de Educación Secundaria Al-Basit, la calle Albasit, la revista Al-Basit del Instituto de Estudios Albacetenses o el CDE Al-Basit Féminas.

## Influencia árabe

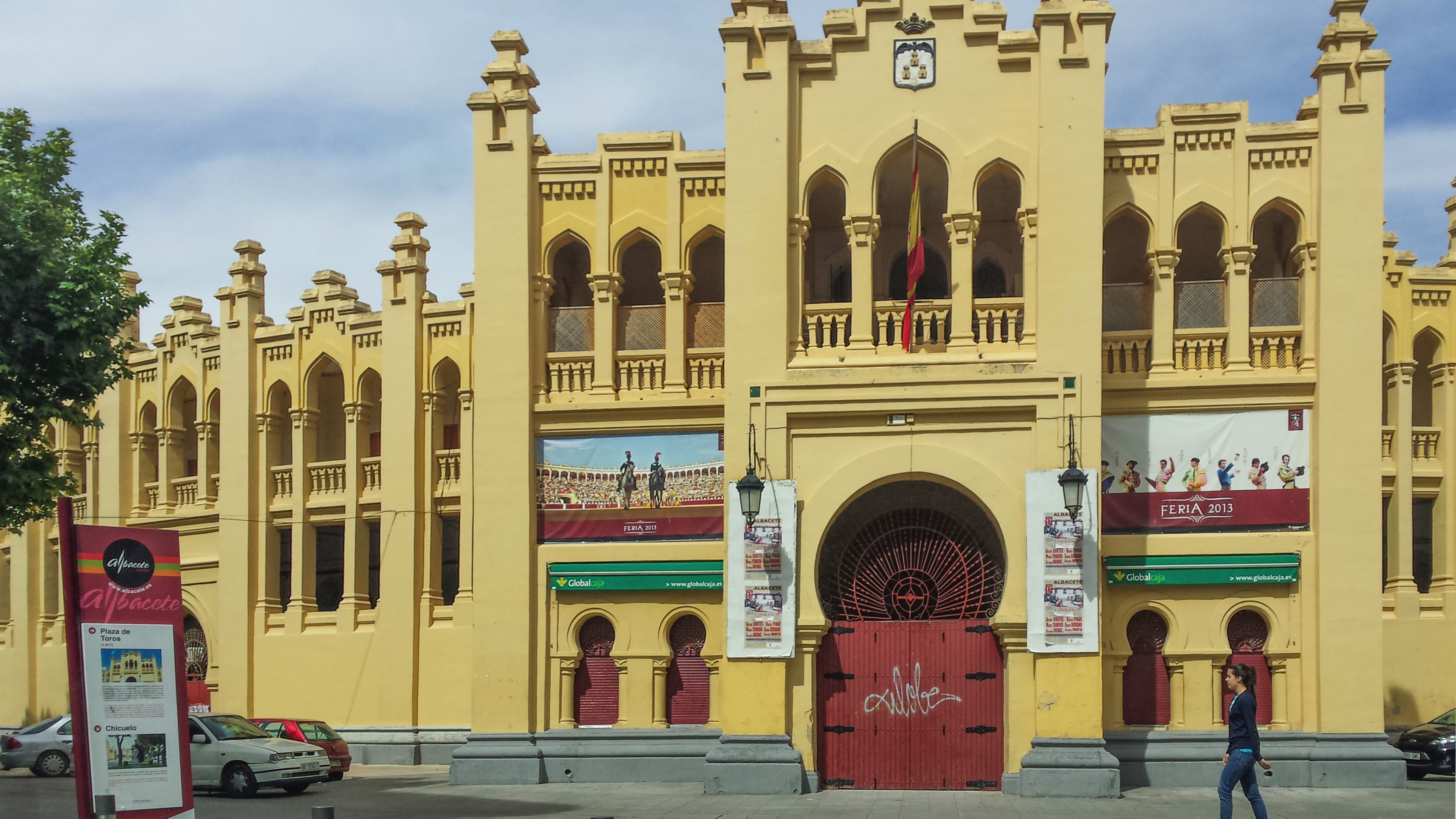
La Plaza de toros de Albacete tiene una clara influencia árabe (mudéjar).

El origen árabe de la ciudad se deja notar en la actualidad en numerosos edificios que presentan influencia árabe de diferentes estilos como mudéjar o neoárabe tales como la Plaza de toros de Albacete, la Catedral de San Juan de Albacete, la Puerta de Hierros de Albacete o el Teatro Circo de Albacete.